# Cnipsomorpha colorantis
Cnipsomorpha colorantis är en insektsart som först beskrevs av Chen, S.C. och Yun He He 1996.  Cnipsomorpha colorantis ingår i släktet Cnipsomorpha och familjen Phasmatidae. Inga underarter finns listade i Catalogue of Life.